# La Prison (roman)
Pour les articles homonymes, voir La Prison.
La Prison est un roman policier de Georges Simenon, terminé à Épalinges (canton de Vaud), en Suisse le 12 novembre 1967 et paru en 1968. 

## Résumé
La police annonce à Alain Poitaud que Jacqueline, sa femme, vient de tirer sur sa propre sœur, Adrienne, et l'a tuée. Alain et Jacqueline, mariés depuis sept ans et parents d'un petit garçon qui est élevé dans leur maison de campagne, ont une vie très occupée : elle, comme journaliste spécialisée dans les interviews, lui, à la tête d'un magazine illustré à gros succès. Leur vie, fort mondaine, ne leur laisse guère d'intimité, sans que, apparemment, leur entente en souffre. Alain est un être assez bizarre : superficiel, anticonformiste, parfois cynique et grand coureur de jupons. 
Pour tâcher d'expliquer le geste de Jacqueline, Alain bat le rappel de ses souvenirs, tandis qu'il est questionné par le commissaire-adjoint Roumagne, le juge d'instruction, le mari d'Adrienne, son beau-père et l'avocat de Jacqueline. Celle-ci s'est enfermée dans un mutisme total. 
Peu à peu, une réponse se fait jour. Les deux sœurs ne se sont jamais aimées. Adrienne avait eu plusieurs années Alain pour amant. À présent, elle avait une liaison avec celui qui était depuis deux ans l'amant de Jacqueline. C'est ce que révèle l'enquête de Roumagne, qui apprend au mari que son rival n'est autre que le photographe de son magazine, Julien Bour, individu veule et maladif. L'avocat de l'inculpé pourra donc plaider le crime passionnel. 
Le lendemain de cette révélation, Alain, après une dernière coucherie, va revoir sa maison de campagne, qui lui semble étrangère, embrasser son fils, qui s'attache à un autre univers, s'enivrer tout au long de sa route, retrouver un Julien Bour, effrayé et plus minable que jamais ; et enfin, devenu conscient d'être un homme nul et fini, un homme inutile, il va lancer sa Jaguar contre un arbre du bois de Boulogne.

## Aspects particuliers du roman
Un drame qui révèle à un homme sa vérité profonde : celle du vide.

## Fiche signalétique de l'ouvrage

### Cadre spatio-temporel

#### Espace
Paris. Saint-Illiers-la-Ville. 

#### Temps
Époque contemporaine.

### Les personnages

#### Personnage principal
Alain Poitaud. Directeur de l’hebdomadaire « Toi ». Marié, un fils de 5 ans. 32 ans.

#### Autres personnages
- Jacqueline, épouse d’Alain, journaliste indépendante, 31 ans
- Adrienne, sœur de Jacqueline, 28 ans
- Roland Roland Blanchet, inspecteur des Finances, mari d’Adrienne
- Julien Bour, photographe, amant des deux sœurs.

## Éditions
- Prépublication en feuilleton dans le mensuel Constellation, n° 240-242, avril, mai et juin 1968
- Édition originale : Presses de la Cité, 1968
- Tout Simenon, tome 14, Omnibus, 2003  (ISBN 978-2-258-06055-5)
- Romans durs, tome 12, Omnibus, 2013  (ISBN 978-2-258-09399-7)
- Livre de Poche, 2013  (ISBN 978-2-253-17574-2)
- Romans durs, tome 12, Omnibus, 2023  (ISBN 978-2-258-20269-6)

## Adaptations

### Au cinéma
- Sous le titre Sept Jours après le meurtre [1] (en russe : Семь дней после убийства), réalisé par Rasim Ojagov, diffusé à partir du 3 janvier 1991.

### À la télévision
- Sous le titre La Sœur dans l'ombre, téléfilm allemand réalisé par Xaver Schwarzenberger, avec Karlheinz Hackl (Thomas Pohl), Friedrich von Thun (Dr Hans Bergmann), Alexander May (Herbert Fagel), diffusé en 1990.

### Au théâtre
- La Prison, mise en scène de Robert Hossein, adaptation de Louis Chauvet et Georges-AndréTabet, un spectacle du Théâtre Populaire de Reims (7 juin 1972)

## Source
- Maurice Piron, Michel Lemoine, L'Univers de Simenon, guide des romans et nouvelles (1931-1972) de Georges Simenon, Presses de la Cité, 1983, p. 236-237  (ISBN 978-2-258-01152-6)